# Iglesia de Santa María (Agullana)
La iglesia parroquial de Santa María de Agullana es una iglesia románica situada en el término municipal de Agullana que data del siglo XII-XIII bajo control del Obispado de Gerona. El edificio presenta un muy buen estado de conservación tanto interior como exteriormente, donde sólo presenta un pequeño engrosamiento de los muros para preservar la vuelta y servir al mismo tiempo de fortificación, como en tantas otras iglesias de la comarca.

## Descripción
Es un edificio de una nave con bóveda apuntada y seguida, sin arcos torales, un falso crucero poco destacado en los muros laterales y un ábside semicircular decorado con un friso de arquerías coronadas con dientes de sierra, ornamentación que se repite en las ventanas del ábside y de la nave. la única puerta del templo está situada en el centro del muro lateral de mediodía de la nave y está formada por seis arcos en degradación, con el del extremo decorado con relieves en forma de sardinel y dos columnas con capiteles de decoración vegetal por banda. Tiene un ancho campanario de espadaña de dos pisos con tres arcadas el inferior y dos el superior.

Santa María de Agullana
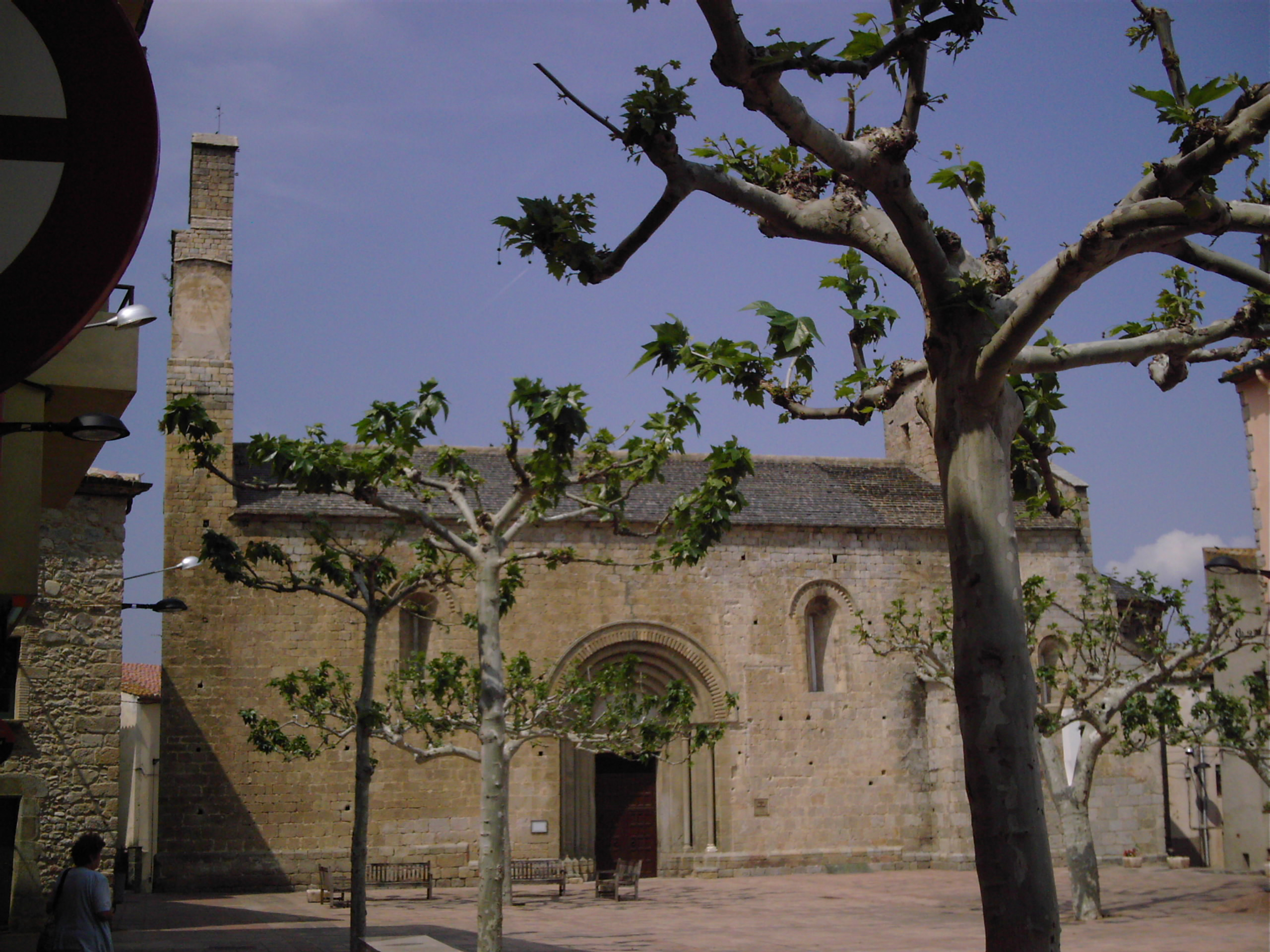
Vista lateral.
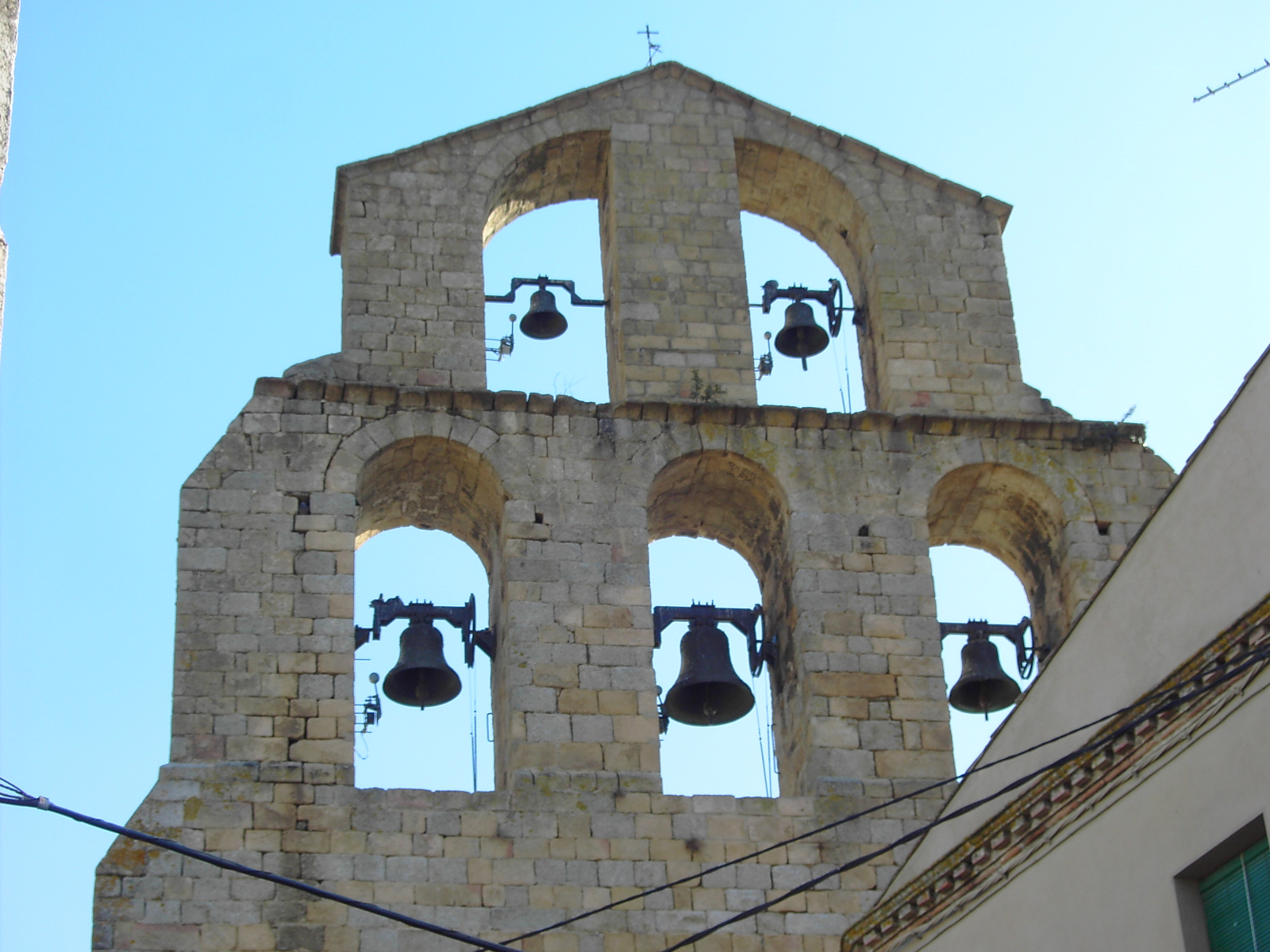
Espadaña.
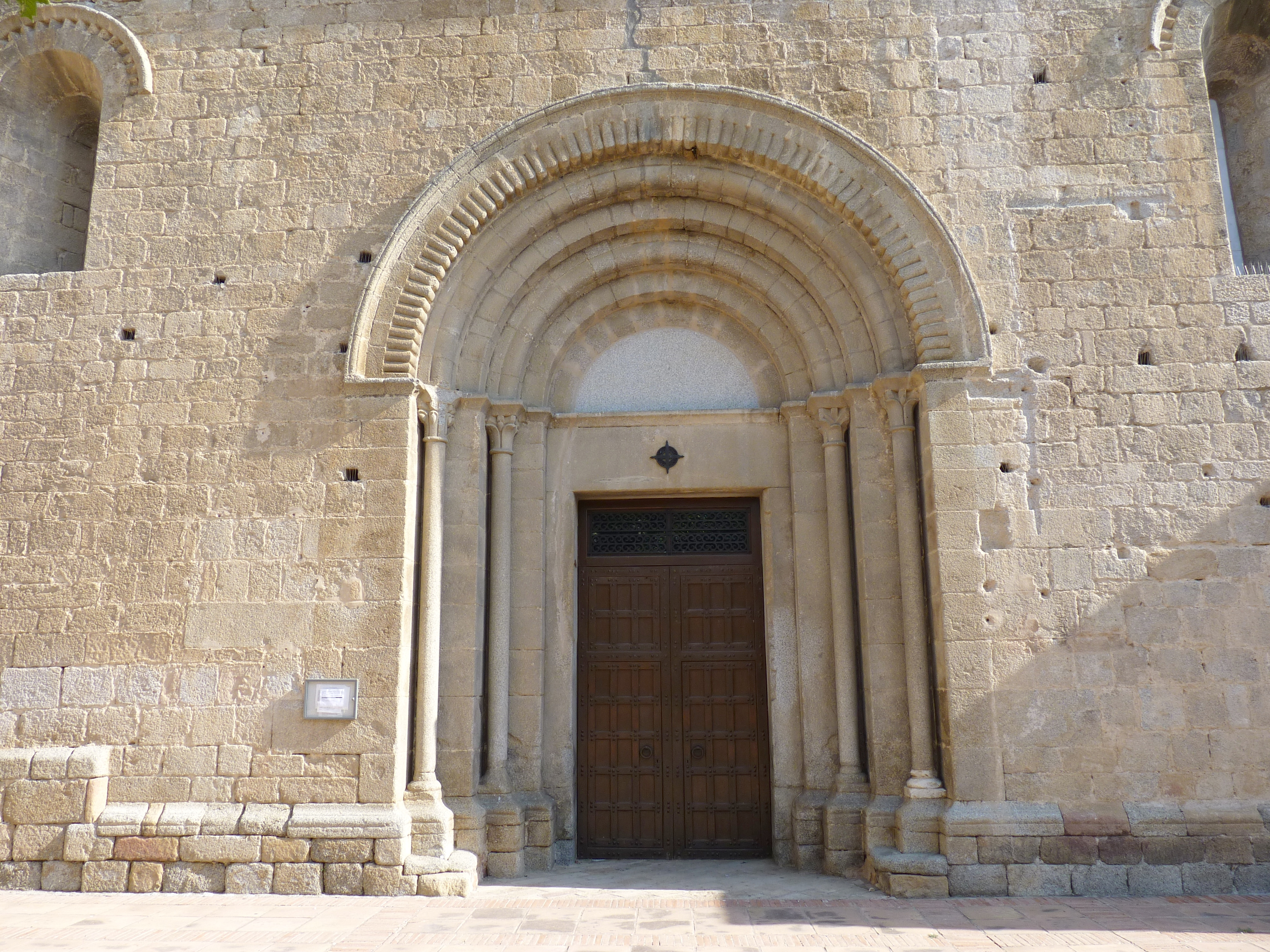
Portada.
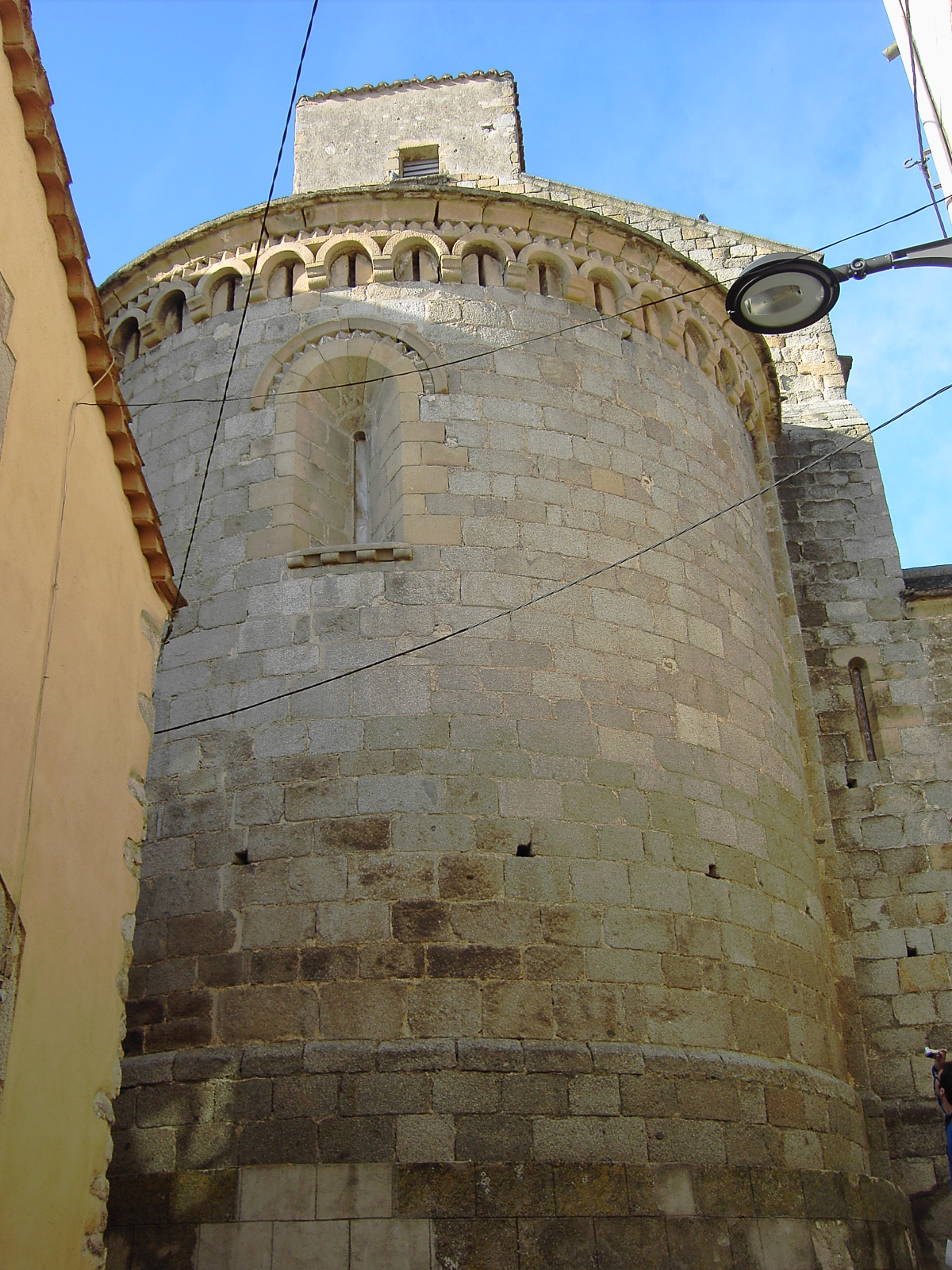
Vista exterior del ábside.